# ビータリカ
ビータリカ（Beatallica）は、ビートルズの楽曲とメタリカの楽曲を組み合わせて作った楽曲を演奏するマッシュアップ・バンドである。

## 来歴
ビータリカは、2001年にボーカルのジェームズ・レンフィールドとギタリストのカーク・ハメットスンが冗談で結成。この年に開催されたコンサートの出演記念にミニ・アルバム『A Garage Dayz Nite』を2〜30枚製作し、彼らの知人に配ったのが最初である。この内の一枚が渡り渡ってミルウォーキー在住のデヴィッド・ディクソンの手に渡り、楽曲に感銘を受けた彼はこのバンドを「ビータリカ」と名付け、勝手にウェブサイトを作成し楽曲を公開した。
これらの楽曲は世界中で評判になり、ファンレターが多く寄せられるようになった。しかし、当の「ビータリカ」のメンバーは2002年の夏にデヴィッド・ディクソンと面会するまで、ウェブサイトの存在を知らなかった。
ビータリカはこのウェブサイトを公認し、2004年にはEP『Beatallica』をウェブ上で発表した。また、ベーシストにクリフ・マッバートニー、ドラマーにリンゴ・ラーズをメンバーとして迎え、各地でライブ活動を開始した。

## 版権問題
ビータリカの楽曲はウェブ上で自由にダウンロードできる状態（タブ譜も存在した）にあったが、ビータリカのメンバー自身は法的リスク回避のため匿名で活動していた（ただし、いくつかのインタビュー記事で本名が明らかになっており、本項においても本名を明示している）。メタリカはビータリカの存在に気づいてはいたが、メタリカ自身はビータリカに対して法的措置を講じなかった。それどころか、メタリカのメンバーであるラーズ・ウルリッヒ、ジェームズ・ヘットフィールド、カーク・ハメットはビータリカのファンを公言すらしている。
一方で、ビートルズの楽曲の版権の多くを保有するソニーATVミュージックパブリッシングは、2005年2月17日、ビータリカのウェブサイトに掲載された内容、特に楽曲についてビートルズの著作権を侵害しており、ウェブサイトを閉鎖しなければ法的措置に訴えるとの通告書を通知した。
この事に対し、ビータリカのファンたちからはこの措置を撤回するよう求める多数の抗議文が同社へ寄せられた。また、メタリカのラーズ・ウルリッヒはメタリカの顧問弁護士を仲介役に立て、問題の回避に努めた。最終的には同社は将来的な法的措置の行使は留保しつつも、ビータリカの活動を「黙認」するに至った。

## メンバー
※出典

### 現在のメンバー
- ジェームズ・レンフィールド (Jaymz Lennfield) - ヴォーカル、作詞、作曲、リズムギター
※ジェームズ・ヘットフィールド (James Hetfield) + ジョン・レノン (John Lennon)
- ジョージ・ハメットスン (Grg Hammetson) - リードギター
※カーク・ハメット (Kirk Hammett) + ジョージ・ハリスン (George Harrison)
- クリフ・マッバートニー (Kliff McBurtney) - ベース
※クリフ・バートン (Cliff Burton) + ポール・マッカートニー (Paul McCartney)
- リンゴ・ラーズ (Ringo Larz) - ドラムス
※ラーズ・ウルリッヒ (Lars Ulrich) + リンゴ・スター (Ringo Starr)

### 旧メンバー
- カーク・ハメットスン (Krk Hammetson) （本名：Michael Brandenburg） - インストゥルメンタル、編曲、作曲、リードギター
※カーク・ハメット (Kirk Hammett) + ジョージ・ハリスン (George Harrison)

## ディスコグラフィ
※2007年まで、ビータリカの録音はMP3とFLACのダウンロードのみで利用可能だった。

### スタジオ・アルバム
- 『サージェント・ヘットフィールズ・モーターブレス・パブ・バンド』 - Sgt. Hetfield's Motorbreath Pub Band (2007年)
- 『マスターフル・ミステリー・ツアー』 - Masterful Mystery Tour (2009年)
- 『アビ〜ロード』 - Abbey Load (2013年)
- The Devolver Album (2021年)

### EP
- A Garage Dayz Nite (2001年)
- Beatallica (2004年)
- 『オール・ユー・ニード・イズ・ブラッド (血こそすべて)』 - "All You Need Is Blood" (2008年)
- Winter Plunderband' (2009年)